# Ipixuna do Pará
Ipixuna do Pará är en kommun i Brasilien.   Den ligger i delstaten Pará, i den nordöstra delen av landet, 1 400 km norr om huvudstaden Brasília. Antalet invånare är 51 383.
I omgivningarna runt Ipixuna do Pará växer i huvudsak städsegrön lövskog. Runt Ipixuna do Pará är det mycket glesbefolkat, med 6 invånare per kvadratkilometer.